# Ленард, Эмери Клэренс
Э́мери Клэ́ренс Ле́нард (англ. Emery Clarence Leonard; 1892—1968) — американский ботаник-систематик, специалист по растениям семейства Акантовые.

## Биография
Эмери Клэресн Ленард родился 9 июня 1892 года (по другим данным, 9 января) в городе Шампейн штата Иллинойс. Учился в школе в городе Лоренсвилл, в 1911 году поступил в Виттенбергский колледж в Спрингфилде (Огайо). В 1915 году получил степень бакалавра, годом позже — степень магистра искусств в Колледже штата Огайо.
С 1918 года работал в ботаническом отделении Национального музея при Смитсоновском институте в Вашингтоне. В 1918—1919 проходил военную службу, до 1924 года занимался сбором растений близ Вашингтона. В 1920, 1925—1926 и 1928—1929 путешествовал по Гаити.
Ленард описал около 500 новых видов семейства Акантовые. Порядка 30 видов были названы его именем.
Эмери Клэренс Ленард умер в 1968 году.

## Некоторые научные публикации
- Leonard, E.C. The North American species of Scutellaria (неопр.) // Contributions from the United States National Herbarium. — 1927. — Т. 22, № 10. — С. 703—748.
- Leonard, E.C. The Acanthaceae of Colombia. — Washington, 1951—1958.

## Роды растений, названные в честь Э. К. Ленарда
- Leonardia Urb., 1922 [= Thouinia Poit., 1804, nom. cons.]